# 15 Eunomia
För andra betydelser, se Eunomia (olika betydelser).
15 Eunomia är en stor asteroid. 15 Eunomia var den 15:e asteroiden man upptäckte. Den upptäcktes av den italienska astronomen Annibale de Gasparis i Neapel den 29 juli, 1851 som blev den fjärde asteroiden han upptäckt. Eunomia namngavs efter en mindre gudinna inom den grekiska mytologin.
Eunomia är den största asteroiden i Eunomiagruppen.

## Fysiska egenskaper
Likt andra medlemmar i gruppen så består ytan troligen av silkiater och lite nickel-järn och är ganska ljus. Kalciumrika pyroxener och olivin tillsammans med nickel-järn metall har man upptäckt på Eunomia's yta. Spektroskopiska studier visar att Eunomia har regioner med skiftande sammansättning. En stor region är dominerad av olivin, medan på den ena hemisfären har en basaltisk sammansättning. Denna sammansättning tyder på att himlakroppen under solsystemets början kan ha haft ett magnetiskt inre.
Alla dessa olika sammansättningar återfinns på alla asteroider i Eunomiagruppen. Intressant att nämna är att de små kropparna i gruppen har mer pyroxen på ytan, och innehåller mycket få metalliska (M-typ) asteroider

## Måne?
Undersökningar av ljuskurvor 1985 tolkades som att man funnit en måne till Eunomia.
Senare observationer med rymdteleskopet Hubble utesluter inte att Eunomia kan vara en dubbelasteroid men att det också går att tolka resultaten som att Eunomia har en oregelbunden form.

## Eunomia i fiktionen
Ett kapitel i Boris Strugatskys roman Space Apprentice (1962) utspelar sig på asteroiden. En vetenskaplig station borrar i asteroiden för avancerade experiment.